# Wolfram Sperling

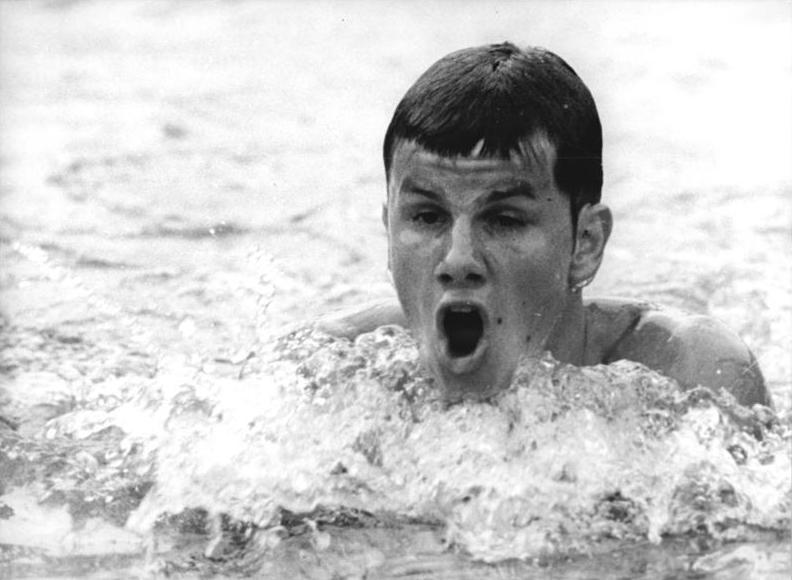
Sperling im Jahr 1972

Wolfram Sperling (* 4. Dezember 1952 in Leipzig) ist ein deutscher Sportwissenschaftler, Hochschullehrer, Sportschwimmer und Sportschwimmfunktionär.

## Leben
Sperling besuchte ab 1963 eine Kinder- und Jugendsportschule, als Schwimmer belegte er bei den Olympischen Sommerspielen 1972 über die 400-Meter-Lagenstrecke den achten Platz. Er wurde 1974 und 1976 Meister der Deutschen Demokratischen Republik (DDR) über 100 Meter Brust, 1973 holte er über dieselbe Strecke Silber. Über 200 Meter Brust wurde er 1976 DDR-Meister, über 200 Meter Lagen gewann er 1972 bei der nationalen Meisterschaft Gold, 1973 Bronze sowie 1974 Silber. 1972 und 1973 wurde Sperling DDR-Meister über die 400-Meter-Lagenstaffel, 1974 errang er über dieselbe Distanz die Silbermedaille. Mit der Staffel der SC DHfK Leipzig (4-mal 100 Meter Lagen) gewann er 1974 und 1976 den DDR-Meistertitel. 1976 musste er seine Laufbahn nach einem Unfall beenden.
Sperling studierte von 1973 bis 1978 Sportwissenschaft an der Deutschen Hochschule für Körperkultur (DHfK) in Leipzig, das Thema seiner 1978 angenommenen Diplomarbeit lautete „Charakteristik des Bedingungsgefüges und ausgewählter Ergebnisse des Erziehungsprozesses der AK 9 des BTZ Schwimmen Weimar im Rahmen der II. Phase des pädagogischen Experimentes mit dem Trainingsheft ‚Sport frei, junger Schwimmer!‘“ Er blieb an der DHfK und war bis 1990 als wissenschaftlicher Mitarbeiter im Bereich Sportpsychologie/Sportpädagogik tätig. 1982 schloss er seine Dissertation A (Thema: „Theoretische und empirische Studie zur Vermittlung und Aneignung kommunistischer Ideale in der leistungssportlichen Tätigkeit von Sportschwimmern im Aufbautraining“) und 1990 ebenfalls an der DHfK seine Dissertation B zum Thema „Zur pädagogischen Förderung der geistigen Aktivität von Nachwuchsschwimmern beim Aneignen und Vervollkommnen der sportlichen Technik im Aufbautraining“ ab.
In den Jahren 1994 und 1994 hatte Sperling an der Christian-Albrechts-Universität zu Kiel eine Lehrstuhlvertretung für Sportpädagogik inne. In der Zeit von 1993 bis 1998 nahm er an der sportwissenschaftlichen Fakultät der Universität Leipzig Lehraufträge in den Fachgebieten Sportgeschichte, Sportphilosophie sowie Sportpädagogik wahr und arbeitete zudem von 1995 bis 1997 als Sporttherapeut in einem Rehabilitationszentrum. 1997 wurde Sperling an der Universität Leipzig Privatdozent für Sportpädagogik und war von 1998 an derselben Hochschule als wissenschaftlicher Mitarbeiter am Institut für Sportpsychologie und Sportpädagogik beschäftigt. 2007 übernahm er am Institut für Bewegungs- und Trainingswissenschaft der Sportarten II der Universität Leipzig die Leitung des Bereichs Schwimmsport. In dieser Tätigkeit ist er unter anderem für die Ausbildung der Studenten in den Fachbereichen Schwimmen, Wasserball, Wasserspringen und Synchronschwimmen verantwortlich.
Schwerpunkte seiner Forschungsarbeit sind Leistungsparameter und Entwicklungsverläufe im Nachwuchsschwimmen sowie die Handlungskompetenz bei Nachwuchsschwimmern. Er befasste sich ebenfalls mit dem Behindertensport, dem Konzept der sportbetonten Schulen, der „Stellung und Funktion von Sport, Spiel und Bewegung in der Lebensgestaltung bei Kindern, Jugendlichen und Erwachsenen“ und der Talentförderung 2013 brachte er zusammen mit Katrin Barth das Lehrbuch „Ich trainiere Schwimmen“ heraus.
2002 wurde Sperling ins Amt des Vorsitzenden des Sächsischen Schwimmverbandes gewählt, darüber hinaus ist er Mitglied des Hauptausschusses des Deutschen Schwimm-Verbandes.